# Церковь Александра Невского (Александрув-Куявски)
Церковь Святого князя Александра Невского — православная церковь в городе Александрув-Куявский (совр. Польша), существовавшая с 1877 года. Разобрана в 20-е годы XX века.

## История
В 1875 году царское правительство выделило из бюджета 35 тысяч рублей для строительства церкви на привокзальной площади.
Храм был возведён по проекту архитектора Н. В. Трусова. Тип храма —- «восьмерик на четверике». Кирпичное строение, площадью 2800 квадратных метров было увенчано восьмигранным барабаном с куполом. К храму была пристроена двухъярусная колокольня.
По этому проекту с некоторыми изменениями были также построены:
- церковь Святой Марии Магдалины в Граево,
- церковь Георгия Победоносца в Млаве,
- церковь Святого князя Александра Невского,
- церкви в Границе и Слупце.

8 сентября 1877 года состоялось освящение храма.
23 августа 1879 года храм посетил император Александр II, который направлялся на встречу с императором Германии Вильгельмом.
В 20-е годы XX века в ходе ревиндикации церковь была разобрана.
Часть строительного материала, полученного при сносе церкви использованы при строительстве доме на ул. Юлиуша Словацкого 7.
К настоящему времени сохранился лишь дом священника, в котором находится небольшая церковь, приписная к торуньскому храму. Богослужения совершаются несколько раз в год.